# David Toro
Juan David Toro Ruilova (Sucre, Bolivia; 24 de junio de 1898 - Santiago de Chile, 25 de julio de 1977) fue un militar y político boliviano. 
David Toro fue presidente de Bolivia tras el  golpe de Estado que encabezó, junto con su compañero y amigo Germán Busch Becerra el 22 de mayo de 1936 contra el presidente constitucional José Luis Tejada Sorzano. Presidió la  Junta Militar de Gobierno
surgida del mismo y se mantuvo en el cargo hasta  el 13 de julio de 1937 cuando fue sustituido por su compañero de armas, German Busch. También fue  ministro de Fomento y Comunicaciones, del presidente Hernando Siles Reyes.

## Biografía
Juan David Toro nació en Sucre el 24 de junio de 1898. Ingresó al Colegio Militar del Ejército, egresando como subteniente. Participó en la guerra del Chaco que se desarrolló entre 1932 y 1935 y enfrentó a Bolivia contra Paraguay, ocasión en que ascendió a coronel y formó parte del Alto Estado Mayor. Fundó la sección de operaciones del Estado Mayor General de Bolivia.
Participó en la defenestración del presidente  Daniel Salamanca Urey, en noviembre de 1934. Luego intervino en el golpe de Estado, contra Luis Tejada, que le llevó al poder hasta su sustitución, el 13 de julio de 1937, por su compañero de armas y amigo, Germán Busch Becerra. Este golpe de Estado fue el primero que llevó a la presidencia a un militar. Hasta entonces, los militares habían actuado para ceder luego el poder a un civil o bien convocar elecciones.

### Su gobierno
Presidió una junta cívico-militar en la ciudad de La Paz en Bolivia que estaba apoyada por los  sectores jóvenes del ejército que demandaban cambios en el país. El reto fue asumido por el presidente que realizó cambios sociales importantes; y bajo su mandato, se empezó a estructurar una nueva constitución, que debía contener los principios del Constitucionalismo Social para el país. Creó el  Ministerio de Trabajo y  de Previsión Social; estableció la jornada de ocho horas, exigiendo la obligatoriedad de sindicarse. Fundó el Banco Minero para apoyar, mediante créditos, al principal sector productivo. Realizó una campaña por mejorar el prestigio de Bolivia en el exterior.

Gabinete de Toro.

Dentro de su gestión económica intentó hacer frente a la crisis económica que había dejado la campaña bélica contra Paraguay, agravada por la situación económica mundial en plena recesión. Estableció el Ministerio de Minas y Petróleo; además,revirtió todos los bienes y concesiones que sobre los recursos naturales se habían hecho a la empresa petrolífera estadounidense, Standard Oil. Esta recuperación se produjo por la Resolución Suprema que dictó el 21 de diciembre de 1936; fundó Yacimientos Petrolíferos Fiscales Bolivianos, que se erigió en el nuevo organismo para la exploración y explotación de los hidrocarburos, dentro de todo el territorio nacional; de esta forma, se inició la explotación petrolífera a cargo del estado. La Standard Oil había abastecido, en plena guerra, al ejército enemigo simulando neutralidad. Esta fue la primera nacionalización de los recursos naturales de Bolivia que luego se volviera a repetir en diversas ocasiones.

### La Revolución Militar Socialista
El gobierno de Toro podía definirse como «militarismo social» o «socialismo militar» que intentaba, mediante una actividad corporativista, sustituir a la democracia. No tuvo apoyo del pueblo y los escasos éxitos inmediatos, en el campo económico, lo llevaron a ser sustituido un año después de acceder al poder. Las corrientes reformistas y revolucionarias de izquierda de la época, en donde se estaban incubando partidos de esa tendencia en busca de la justicia social, por todo el mundo  a la vez que surgían con fuerza los fascismos en Europa, sirvieron de contexto  a los cambios emprendidas por David Toro. Él mismo denominó a su gobierno como Revolución Militar Socialista.

### La caída

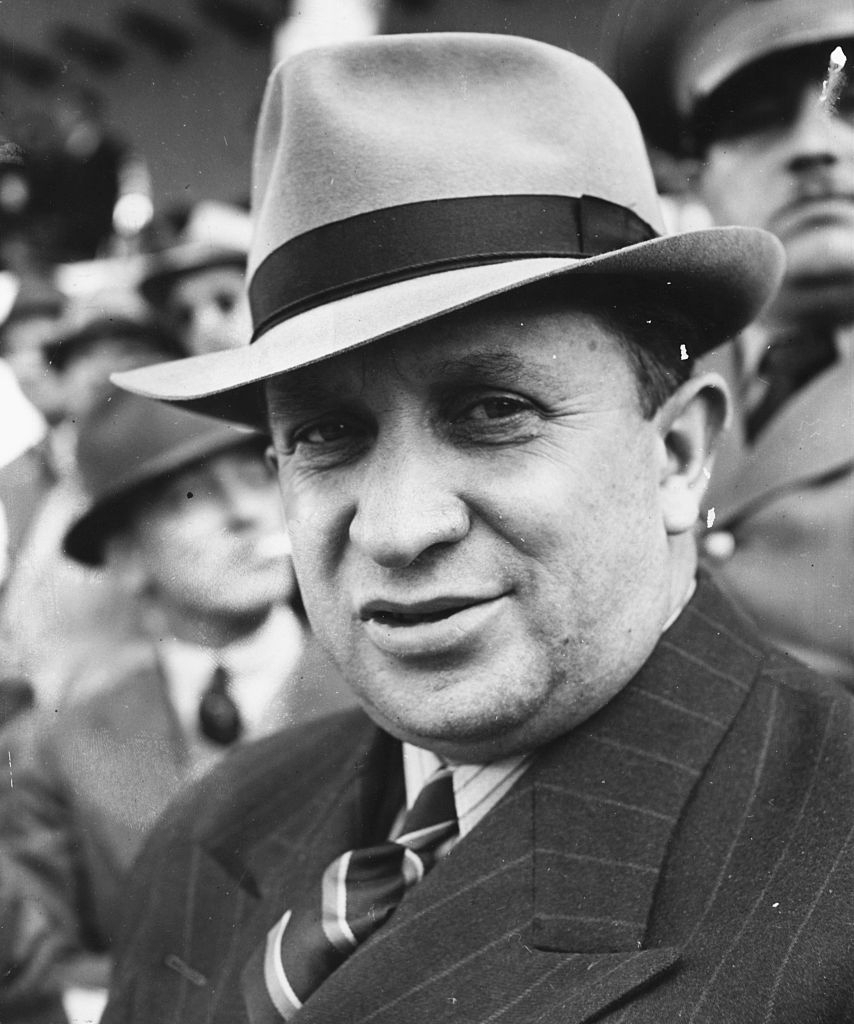
Juan David Toro Ruilova en 1940.

Se sintió descontento de la población indígena, históricamente olvidada, y de la que se había nutrido el ejército para la guerra, pero apartándola de cualquier estamento de responsabilidad en las cuestiones nacionales. Las reformas sociales emprendidas, que por un lado estrechaban la actuación y ganancias de la oligarquía y por otro, lo enfrentaba con una de las grandes compañías de Estados Unidos y, por ende, con su gobierno, así como el talante poco democrático de David Toro,  demostrado en los problemas que mantuvo con los gobiernos constitucionales anteriores y por su participación en el golpe contra Salamanca, propiciaron su caída.  Su compañero de armas, Germán Busch,  mediante un movimiento político apoyado, por la oficialidad militar y por la ciudadanía, forzó que David Toro dimitiera y él se aupara como «presidente provisorio», David Toro intentó apartarlo del poder un año después con un golpe de Estado que fracasó y lo obligó a exiliarse en Chile donde murió en 1977, con 79 años de edad, en la ciudad de Santiago de Chile.

## Datos estadísticos

### Demografía
| Población de Bolivia durante el gobierno de David Toro | Población de Bolivia durante el gobierno de David Toro |
| Año                                                    | Habitantes                                             |
| ------------------------------------------------------ | ------------------------------------------------------ |
| 1936                                                   | 2 441 605                                              |
| 1937                                                   | 2 460 359                                              |

## Publicaciones
David Toro escribió varios libros, todos ellos de temática militar. Entre ellos están:
- Mi actuación en la campaña del Chaco.
- Instrucción de apuntadores en artillería.